# Arena: An Absurd Notion
Arena: An Absurd Notion è un video concerto dei Duran Duran, registrato ad Oakland in California durante il Sing Blue Silver Tour.
È uscito un anno dopo l'album live Arena ma a differenza del disco il video non contiene le tracce: New Religion, Seventh Stranger e The Chauffeur.
È stato messo in commercio in VHS nel 1985 e nel 2004 in DVD con l'aggiunta del dietro le quinte di Arena e di ulteriori contenuti speciali. La regia è di Russell Mulcahy.

## Tracce DVD

### Arena (An Absurd Notion)
1. The Return Of Duran Duran (la storia del Dr. Duran e la band)
2. Is There Something I Should Know?
3. Hungry like the Wolf
4. Union of the Snake
5. Save a Prayer
6. The Wild Boys (video musicale di 7 minuti)
7. Planet Earth
8. Careless Memories
9. Girls On Film
10. The Reflex (una versione remix del brano con ragazze incatenate e brutti mostri)
11. Rio

Durata: 60 minuti

### Making of Arena
1. Introduzione
2. Concepts and windmills
3. Costumi, coreografia e make-up
4. Hanging around with robots
5. Milo and stilts
6. Blowing it all up

Durata: 49 minuti

### Contenuti speciali
1. Arena TV ad
2. Arena trailer
3. Arena video mix
4. Save A Prayer (Live)
5. Intervista a Simon Le Bon

## Musicisti
- Simon Le Bon - voce principale, chitarra ritmica (Save A Prayer)
- Andy Taylor - chitarra principale, cori
- John Taylor - basso, cori
- Nick Rhodes - tastiere, cori
- Roger Taylor - batteria